# Mars napada
Mars napada – maxisingel Kazika Staszewskiego promujący jego album Melassa. Singel ukazał się w lipcu 2000 roku nakładem wydawnictwa S.P. Records. Tytuł utworu pochodzi od chorwackiej wersji tytułu filmu Marsjanie atakują!.

## Lista utworów
1. „Mars napada (wersja dla radióf)”
2. „Mars napada (wersja dla domóf)”
3. „Mars napada (dodaj se głos samemu)”
4. „Mars napada (dodaj se potkłat samemu)”
5. „Komercya 2000 (wersja fabrik-mietał)”
6. „Każdy potrzebuje przyjaciela (wersja kzamm)”
7. „Witaj żołnierzu”
8. „Jesień (wersja minimalistyczna)”
9. „Jerzy Urban Gamelan”
10. „Każdy potrzebuje przyjaciela (wersja akustyczna)”
11. „Piosenka o policji w Mławie”

słowa i muzyka: Kazik Staszewski

## Skład
D.J. M.A.D. – skracze

Kazik Staszewski – głos, sampler

Olaf Deriglasoff – bas, gitara, stopa, talerz

Sławomir Pietrzak – gitara akustyczna

Krzysztof Banasik – organy

Słabek – klawisze

Janusz Zdunek – trąbka
W utworze „Mars napada” solową partię na karetli wykonuje Stanisław Gałdakiewicz.

## Treść utworu „Mars napada”
Pomijając aspekty metaforyczne i polityczne, tekst piosenki opowiada o inwazji Marsjan na Polskę. Nie jest wspomniane, dlaczego ani skąd kosmici wzięli się na naszej planecie. Wiadomo jedynie, że postanowili zrównać kraj z ziemią. Zgodnie z tekstem nieprzyjaciel decyduje się zaatakować od północy (Nad Bałtykiem rozpostarli swoje skrzydła). Z początku jednak ludzie przyglądają się całemu zajściu ze zdziwieniem i traktują raczej jako źródło sensacji, niż zagrożenie. Niemniej w Gdyni zostaje natychmiast powołany sztab kryzysowy mający na celu wyjaśnienie sytuacji, który potwierdza doniesienia o inwazji i ogłasza alarm dla Trójmiasta. Niewiele to daje i ostatecznie tereny te zostają zniszczone, a ostatnią linią obrony jest dzielnica Orunia w Gdańsku.
Po zwycięstwie na Pomorzu, Marsjanie przesuwają się dalej na południe ku Bydgoszczy i Toruniowi. W obliczu paniki ludzie zaczynają zbierać się w kościołach we wspólnej modlitwie pod patronatem Radia Maryja. Agresorzy rozumieją znaczącą rolę morale i decydują się zniszczyć rozgłośnię (Wciąż nadaje radio Marii, chociaż pod bombardowaniem (...) Z Marsa generałowie pokazują ważne cele). Ministerstwo Obrony Narodowej nadaje więc Toruniowi status „twierdzy”. W celu opanowania obecnej już paniki, na terenie całego kraju zostaje też wprowadzony stan wyjątkowy.
Pomimo opinii o najlepszym przygotowaniu wojskowym, siły zbrojne RP stacjonujące w Warszawie nie wyruszają do walki. Zamiast tego czołowi politycy decydują się ratować ucieczką. W całym zamieszaniu dochodzi do masy przecieków sejmowych i ujawnione zostają liczne dokumenty zawierające m.in. dane na temat rozmaitych „przekrętów” finansowych. Na miejscu pozostaje prezydent.
Po zniszczeniu stolicy armada marsjańska rozdziela się. Część sił zostaje skierowana na Katowice, pozostałe na Kraków. W obu miastach tworzą się gniazda ruchu oporu (w Katowicach pod patronatem wojewody Jerzego Ziętka). Partyzantom z Krakowa udaje się chwilowo opóźnić posuw nieprzyjaciela.
Ostatecznym celem staje się Wrocław. Obcy przerzucają wszystkie swoje siły na zachód i stolica Śląska zostaje zniszczona.
Do ostatnich godzin ludzie nie tracą nadziei (Może Pan Bóg się nad nami ulituje? Może nas uratuje?).

### Przebieg inwazji
1. Marsjanie atakują od północy.
2. Po zniszczeniu Warszawy wojska rozdzielają się, lecz na krótko.
3. Obcy używają broni zapalającej: „pod bombardowaniem”, „Płonie ziemia skąd Sawa i Wars”, „Wisła się pali”.
4. W przeciwieństwie do Hollywódzkiego stereotypu, na czele Obcych nie stoi królowa matka, lecz grupa wyższej rangi oficerów.
5. Styl walki kosmitów przypomina wojnę totalną: „Żadnej litości nie czuje”, „Na prostych ludzi poluje”,